# 二條港
二條港（印尼語：Dungun Laut）是印度尼西亞西加里曼丹省三發縣假獅鎮所轄的13個村之一，位於假獅鎮西南部，北鄰三條港村，東北接打加冷鎮斯加勞村，東鄰南假獅鎮仕亞卑村，南接南假獅鎮大橋村、沙壩頭村，西臨納土納海。